# バーネットFC
バーネット・フットボール・クラブ（Barnet Football Club）はイングランド、ロンドン北部、バーネットを本拠地とするサッカークラブチームである。2021-2022シーズンはナショナルリーグ（5部相当）に所属。

## 歴史
1903年にバーネット・アベニューFC(Barnet Avenue 1890年創設)とアルストン・ワークスAFC(Alston Works AFC 1901年創設)の2チームが合併し誕生した。
1990-91シーズンにカンファレンス・ナショナル(5部)で優勝し、フットボールリーグ初昇格。1992-93シーズンに4部で3位になり、3部へと昇格を果たした。翌1993-94シーズンは最下位で1年で4部へと降格。しかしこのシーズンがクラブの歴代最高位である。そして2001-02シーズンにカンファレンスに降格した。2004-05シーズンに再びカンファレンスで優勝、EFLリーグ2に昇格した。2012-13シーズンに再びカンファレンスに降格。2014-15シーズンに3度目のカンファレンス優勝を果たし、3度目のリーグ2昇格を果たした。2017-18シーズンに3度目のカンファレンス(ナショナルリーグ)降格を喫している。

## クラブ記録

### 一試合最多観客動員数
- 11,026人 vs ウィコム・ワンダラーズ FAアマチュアカップ 4回戦 1951-1952

### 最多得点勝利試合
- 7-0 vs ブラックプールFC ディヴィジョン3 2000.11.11

### 最多失点敗戦試合
- 1-9 vs ピーターバラ・ユナイテッド ディヴィジョン3 1998.9.5

## タイトル

### 国内タイトル
- サウザンリーグ・ディヴィジョン1:1回

1966-1967
- サウザンリーグ・リーグカップ:1回

1972
- サウザンリーグ・ディヴィジョン1・サウス:1回

1977
- フットボール・カンファレンス:3回

1991-1992, 2005-2006, 2014-2015
- ボブ・ロード・トロフィー:1回

1989
- Micky Mays Memorial Trophy:6回

1978, 1980, 1981, 1982, 1984, 1985
- ハートフォードシャー・シニアチャレンジカップ:6回

1996, 1993, 1992, 1991, 1986, 2007

### 国際タイトル
- なし

## 過去の成績
- 2009-2010 フットボールリーグ2 21位
- 2010-2011 フットボールリーグ2 22位
- 2011-2012 フットボールリーグ2 22位
- 2012-2013 フットボールリーグ2 23位 降格
- 2013-2014 カンファレンス・ナショナル 8位
- 2014-2015 カンファレンス・ナショナル 1位 昇格
- 2015-2016 フットボールリーグ2 15位
- 2016-2017 フットボールリーグ2 15位
- 2017-2018 フットボールリーグ2 23位 降格

## 過去所属選手
- リンヴォイ・プリマス 1994-1997
- アラン・パーデュー 1995-1997
- サム・コックス 2010-2012
- マイケル・ヘクター 2011-2012
- エドガー・ダーヴィッツ 2012-2013.12
- シャキール・コールサースト 2017-